# County Ground (Swindon)
Der County Ground (durch Sponsoringvertrag The Energy Check County Ground) ist ein Fußballstadion in der englischen Stadt Swindon, Grafschaft Wiltshire. Es bietet gegenwärtig Platz für 15.728 Zuschauer und ist die Heimspielstätte von Swindon Town.

## Geschichte
Der County Ground in Swindon, einer Stadt in der Grafschaft Wiltshire im Südwesten Englands, gelegen zwischen London und Bristol, wurde im Jahre 1896 erbaut. Seitdem nutzt der Fußballverein Swindon Town das Stadion als Austragungsort für Heimspiele. Der Verein, der derzeit in der EFL League Two, der vierten englischen Spielklasse, spielt, hatte seine erfolgreichste Zeit Anfang der Neunzigerjahre, als man einige Jahre in den ersten beiden Ligen des englischen Profifußballs aktiv war und sogar eine Saison in der Premier League spielte, dort aber als Tabellenletzter direkt wieder abstieg. Noch heute belegt Swindon Town den letzten Platz in der Ewigen Tabelle der Premier League.
Im Juli 2012 veröffentlichte der Club Pläne für die Stadionrenovierung. Die Pläne sahen den Umbau des Stadions in mehreren Phasen mit einer Erweiterung auf 20.000 Plätze vor. Die Arbeiten sollten 2013 beginnen. Die Pläne wurden bis zum heutigen Tag nicht umgesetzt.
Ende September 2017 erwarb das Energieversorgungsunternehmen Energy Checking Company Limited die Namensrechte am County Ground. Er wird zukünftig den Namen The Energy Check County Ground tragen.

## Besucherrekord und Zuschauerschnitt
Der Zuschauerrekord in diesem Stadion datiert vom 15. Januar 1972, als der FC Arsenal zu einer Partie der 3. Runde im FA Cup 1971/72 hier gastierte und 32.000 Zuschauer ins Stadion kamen. Der Besucherrekord in Zeiten moderner Sitzplatzstadien stammt vom 24. September 2013, als Swindon im League Cup gegen den FC Chelsea vor 14.924 Fans antrat.
- 2011/12: 8.411 (Football League Two)
- 2012/13: 8.963 (Football League One)
- 2013/14: 8.130 (Football League One)
- 2014/15: 7.940 (Football League One)
- 2015/16: 7.409 (Football League One)
- 2016/17: 7.026 (EFL League One)

## Galerie

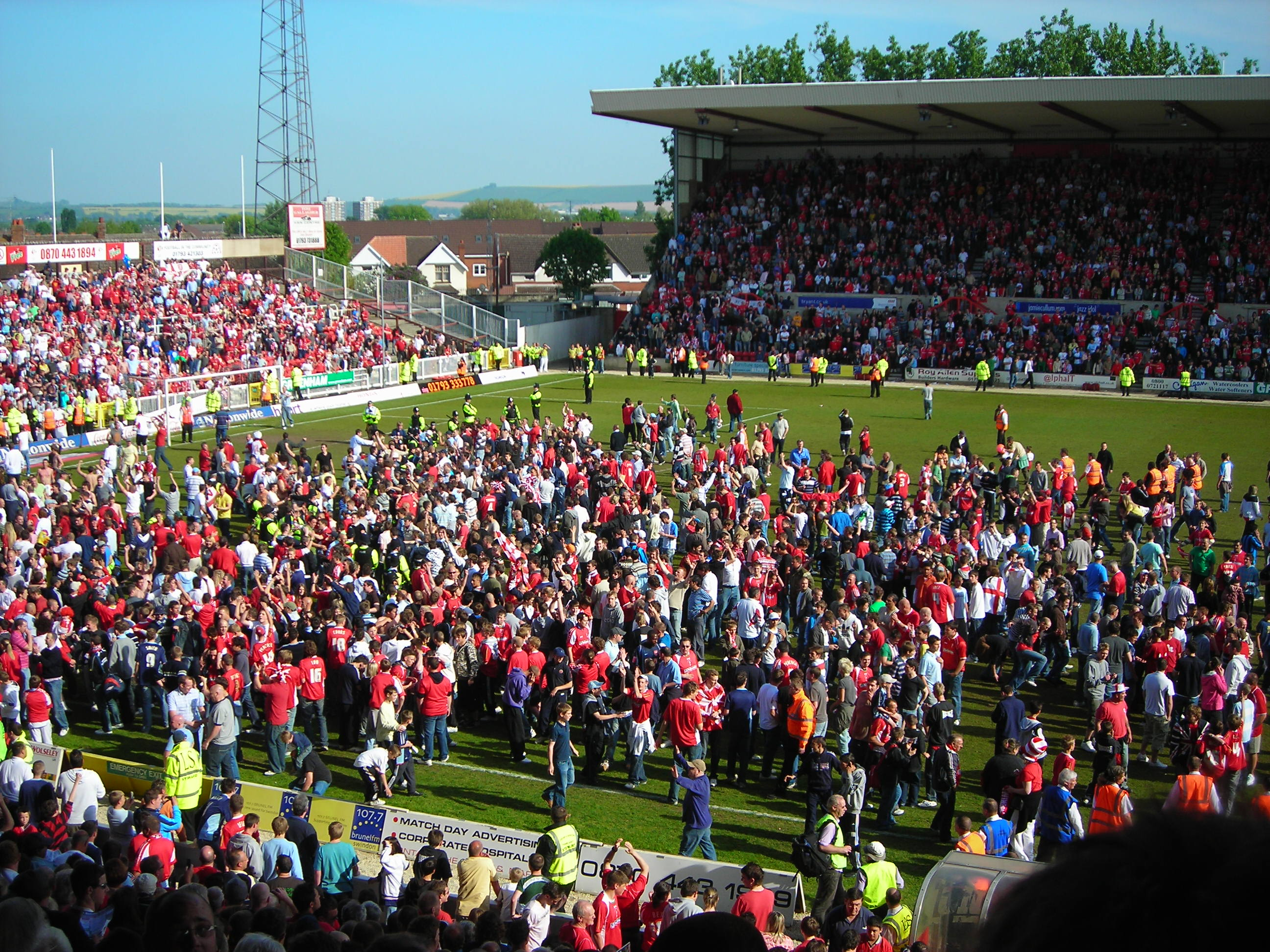
Das Stadion nach dem Aufstieg von Swindon Town in die Football League One im Jahr 2007
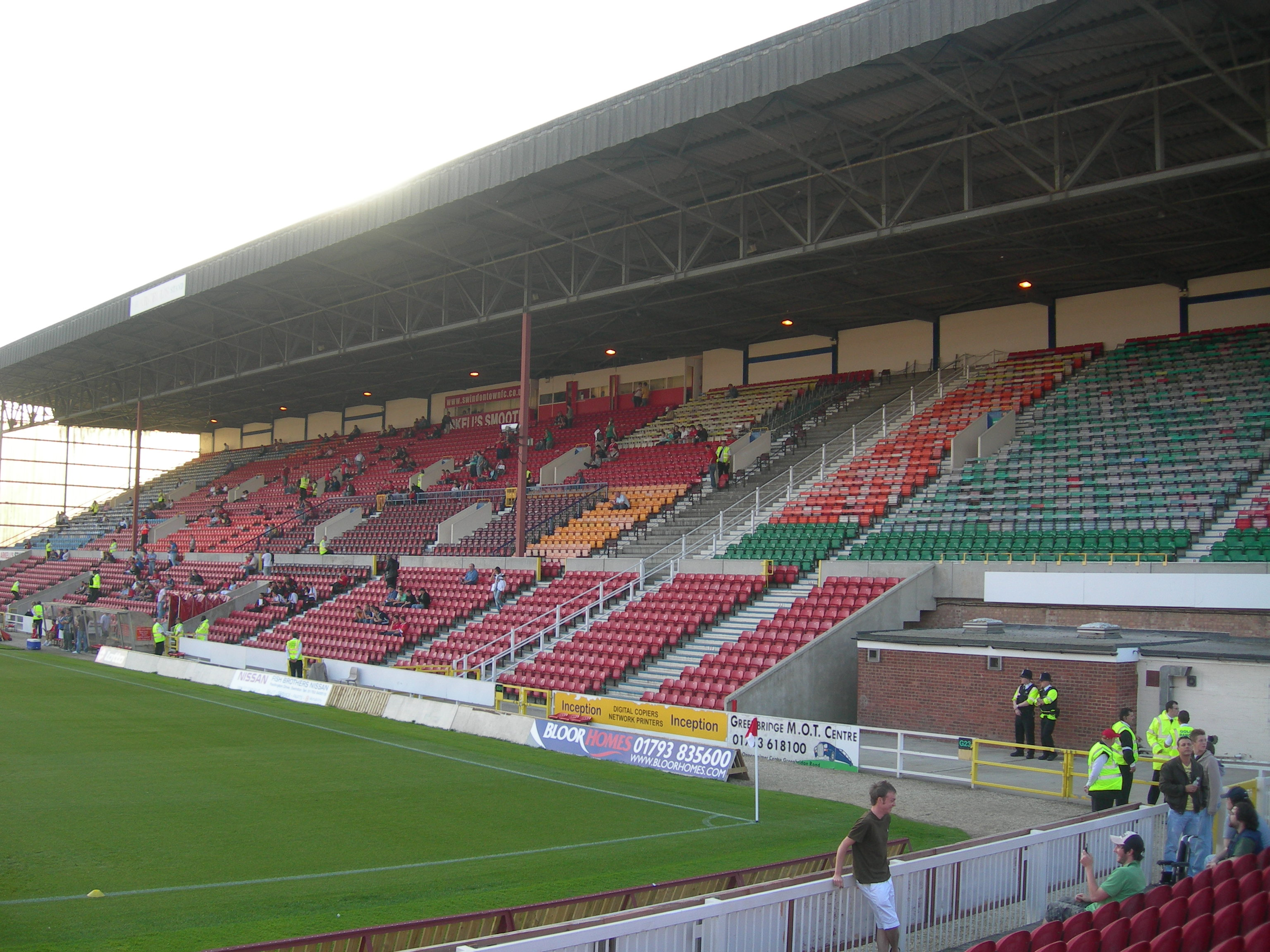
Der Arkell’s Stand (2007)
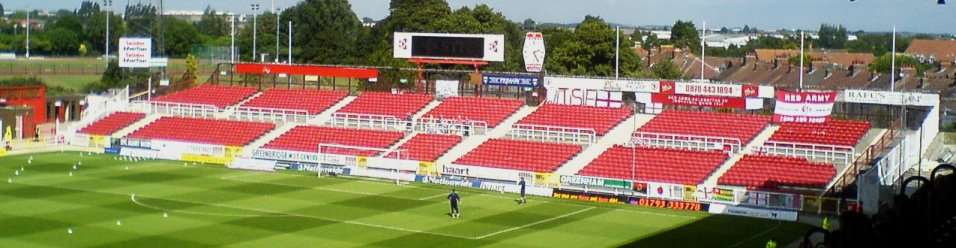
Der Stratton Bank Stand (2006)
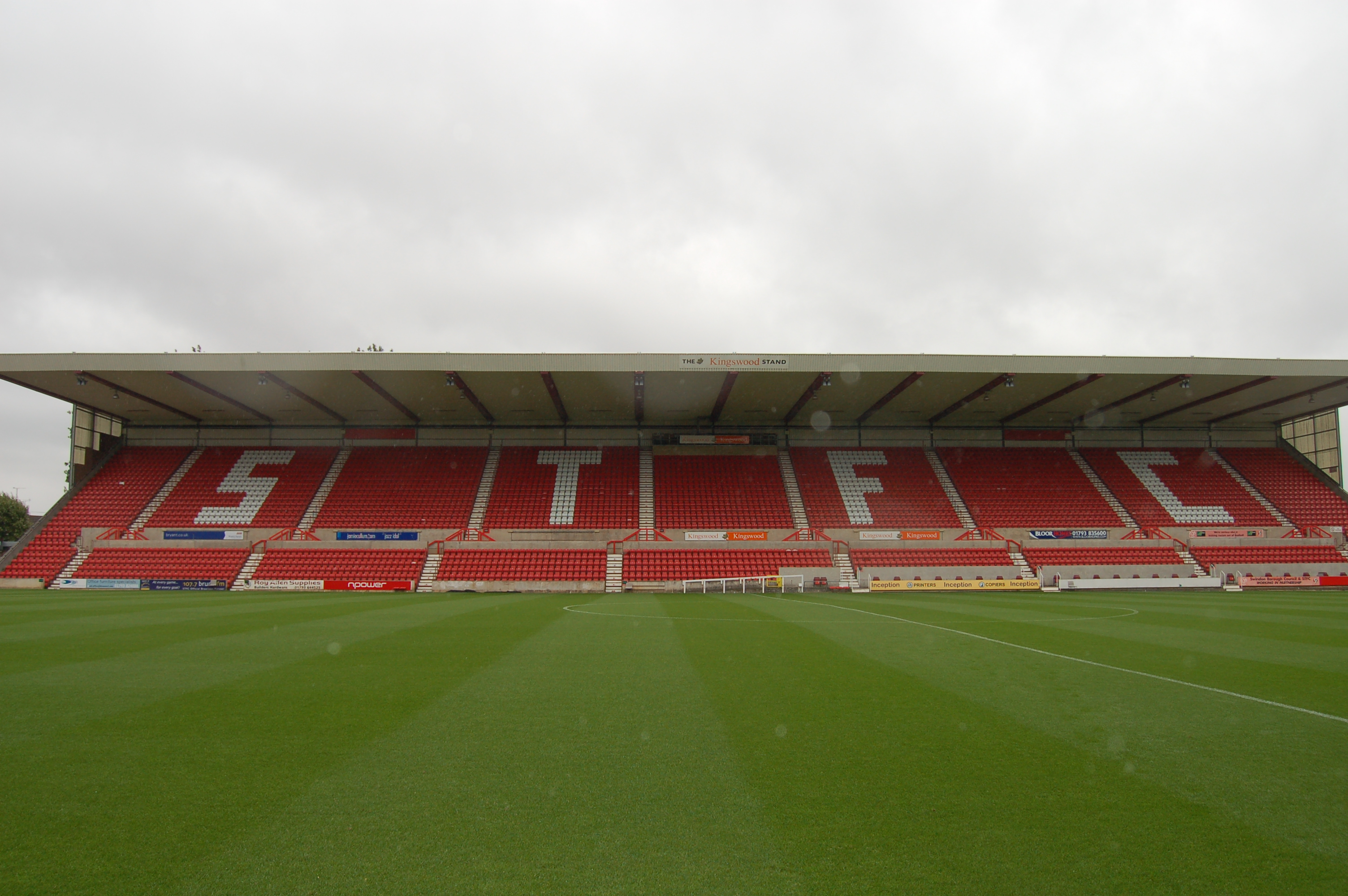
Der Kingswood Stand (2007)
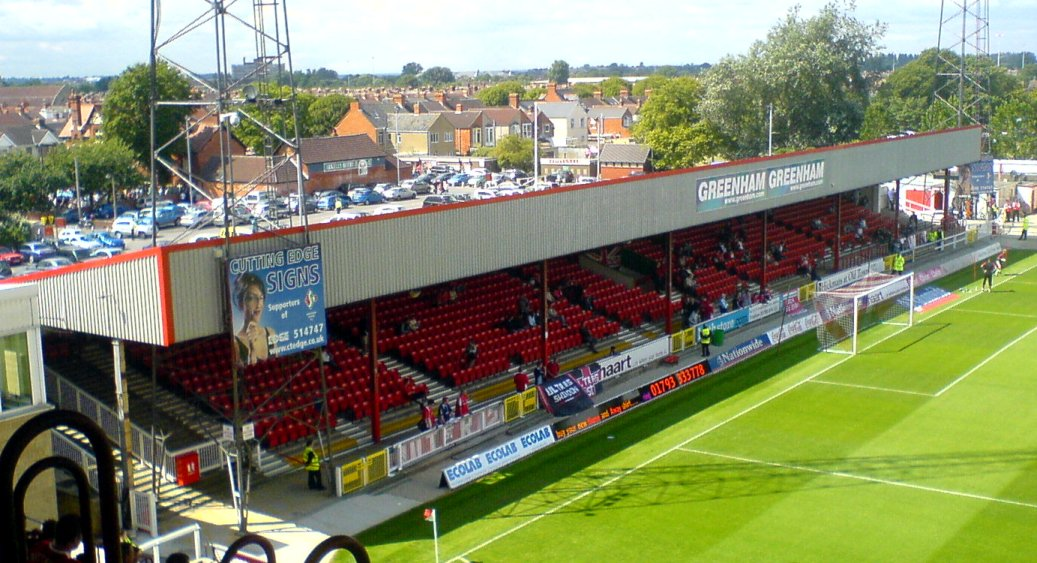
Der Town End (2006)